# Aasiaat
Aasiaat (Ausiait avant 1973, anciennement Egedesminde en danois) est une ville du Groenland, chef-lieu de la municipalité de Qeqertalik. Par sa population, Aasiaat constitue la 5e ville du Groenland avec 3 102 habitants en 2014.

## Géographie

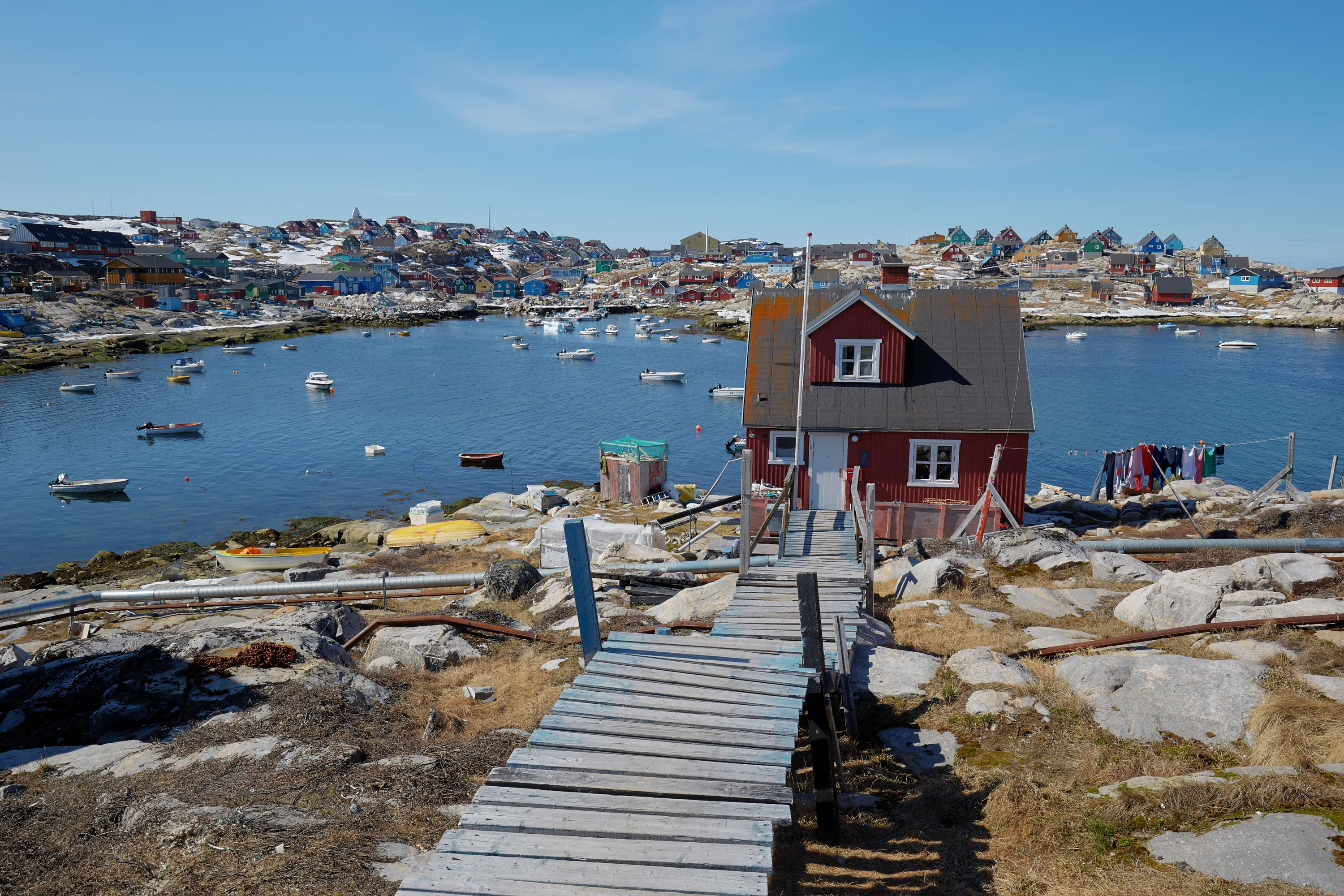
Vue d'Aasiaat

### Situation
Située dans l'ouest du Groenland, Aasiaat est établie sur l'île homonyme au sud de la baie de Disko. Avec une population d'environ 3 100 habitants répartie sur une superficie d'environ 4 000 km2, cela en fait une des villes les plus densément peuplées du Groenland, bien que celle-ci reste inférieure à 1 hab./km2.

### Transports
Aasiaat est un port d'escale pour les navires de l'Arctic Umiaq Line. La ville est également desservie par l'aéroport d'Aasiaat, avec des connexions directes à Ilulissat et d'autres villes de la baie de Disko.

## Histoire
L'établissement qui deviendra Aasiaat est fondé en 1759 par Niels Egede, le fils du missionnaire norvégien Hans Egede. Nommé colonie d'Egedesminde, elle est d'abord établie au nord du Nordre Strømfjord (ceb), soit à 125 kilomètres au sud de la localisation actuelle. La ville est déplacée sur son site actuel dès 1763.
La plupart des villageois sont des pêcheurs de baleines et les germes de petite vérole qu'ils amènent avec eux sont extrêmement nocifs pour la population indigène, surtout dans les années 1770. La population se stabilise au début du XIXe siècle et commence à monter : elle passe de 390 en 1805 à 1 269 en 1901, puis croit encore beaucoup durant le XXe siècle.
Durant la Seconde Guerre mondiale, Aasiaat est utilisée comme lieu d'approvisionnement par les troupes américaines avant d'être envoyées dans d'autres villes de la région. Une station météorologique y est établie en 1942. Une usine de conditionnement de morues est ouverte.
Dans les années 1950, la croissance de la ville atteint son pic. Une centrale électrique et un poste de télécommunications y sont établis.
En 1998, une piste aérienne est ouverte en plus de l'héliport préexistant.
Elle est le chef-lieu de la municipalité d'Aasiaat avant le 1er janvier 2009, date à laquelle elle est intégrée dans la nouvelle municipalité de Qaasuitsup. Enfin, depuis le 1er janvier 2018, elle fait partie de la municipalité de Qeqertalik.

## Démographie

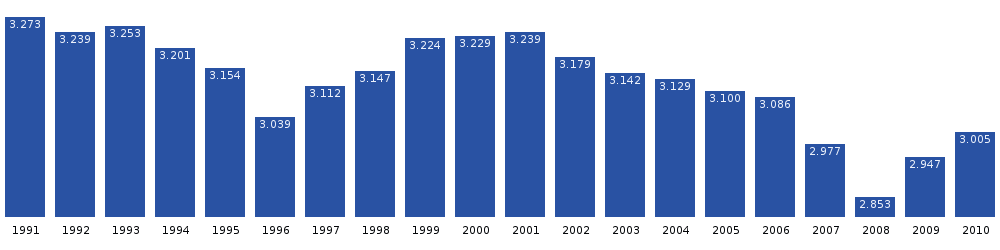
Evolution de la population d'Aasiaat

Avec ses 3 142 habitants en 2003, Aasiaat est la plus grande ville de la municipalité de Qeqertalik. Sa population a fluctué durant les deux dernières décennies ; elle a diminué de 3 % par rapport à 2001, mais a augmenté de plus de 10 % par rapport aux chiffres de 2008.

## Climat
Aasiaat bénéficie d'un climat polaire océanique.
| Mois                              | jan.  | fév.  | mars  | avril | mai  | juin | jui. | août | sep. | oct. | nov. | déc.  | année |
| --------------------------------- | ----- | ----- | ----- | ----- | ---- | ---- | ---- | ---- | ---- | ---- | ---- | ----- | ----- |
| Température minimale moyenne (°C) | −16,7 | −19,1 | −19,6 | −13   | −4,3 | 0,4  | 3,3  | 3,2  | 0,7  | −4,1 | −8,3 | −12,7 | −7,5  |
| Température moyenne (°C)          | −13,3 | −15,5 | −16,3 | −9,6  | −1,8 | 2,7  | 5,7  | 5,3  | 2,4  | −2,2 | −5,9 | −9,8  | −4,9  |
| Température maximale moyenne (°C) | −9,9  | −11,8 | −12,2 | −5,8  | 1,1  | 5,6  | 8,9  | 8,1  | 4,6  | −0,1 | −3,6 | −6,9  | −1,8  |
| Précipitations (mm)               | 16    | 16    | 18    | 20    | 17   | 25   | 27   | 33   | 38   | 28   | 38   | 26    | 302   |

## Jumelage
- Selfoss (Islande)